# Jessica Zuan
Jessica Zuan (* 1984) ist eine Schweizer Schriftstellerin.

## Leben
Jessica Zuan wuchs im Oberengadin zwischen La Punt Chamues-ch und Segl Maria auf. Nach der Ausbildung zur Übersetzerin in Genf lebt und arbeitet sie seit 2007 in Barcelona. Sie schreibt Gedichte in rätoromanischer Sprache, die hauptsächliche ins Französische, Deutsche und Katalanische übersetzt wurden. Astrid Alexandre, Martina Linn, Bruno Pedretti und Artem Pervushin haben sie vertont. Neben der Veröffentlichung ihrer Gedichtsammlungen publiziert Jessica Zuan regelmässig in verschiedenen Zeitschriften und Anthologien, unter anderem in der Zeitschrift Litteratura, für die sie auch im Redaktionsteam mitwirkt, und in Viceversa.

## Werke
- L’orizi – La tempête. Mit französischen Übersetzungen von Denise Mützenberg. Samizdat, Genf 2017.
- Stremblidas e s-chima – Beben und Schaum – Tremblements et écumes. Mit Übersetzungen ins Deutsche von Claire Hauser Pult und ins Französische von Walter Rosselli. Chasa Editura Rumantscha, Chur 2019.
- Stremblidas e s-chima – Tremolors i escuma. Mit Übersetzungen ins Katalanische von Dolors Udina und Antoni Clapés.  Llibres del Segle, Girona 2023.
- 5 idioms 5 dunnas. Anthologie mit Carin Caduff, Gianna Olinda Cadonau, Jessica Zuan, Dominique Caglia, Martina Cantieni. Hrsg. von Denise Mützenberg. Übersetzungen ins Französische von Denise Mützenberg. Les Troglodytes, Genf 2023.
- Launa da pavagls. Chasa Editura Rumantscha, Chur 2023.
- Set poemes. Mit Übersetzungen von Dolors Udina und Antoni Clapés. Café Central, Barcelona 2024.

## Auszeichnungen
- 2020: Kulturförderungspreis des Kantons Graubünden[4]
- 2020: Kulturförderungspreis der Region Maloja[5]
- 2023: Premi Nollegiu, Barcelona, für den besten ins Katalanische übersetzten Gedichtband[6]
- 2024: Bündner Literaturpreis[1]